# Arma blanca
|  | Aquest article tracta sobre arma convencional dotada de fulla amb tall. Si cerqueu el grup musical, vegeu «Arma Blanca». |

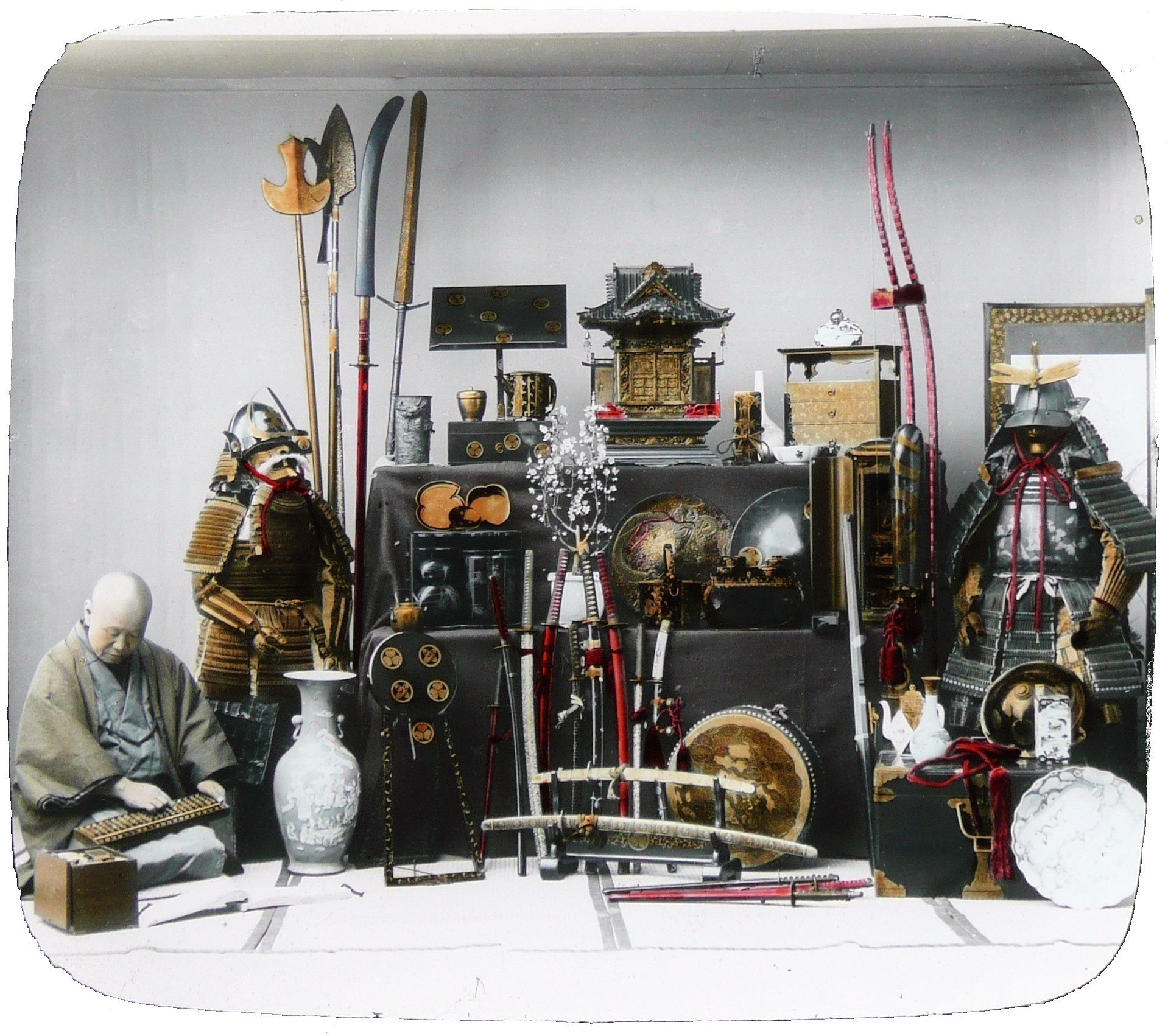
Armes blanques japoneses, ca. 1892-95

Una arma blanca és un tipus d'arma de mà que es caracteritza per la seva capacitat de tallar, ferir o punxar gràcies a la seva fulla de tall, amb una aresta en forma d'angle, i es coneix el seu ús des de l'edat del coure. Quan l'arma deixa d'estar esmolada, l'efecte de tall es perd i passa a ser de contusió. Pel seu mecanisme d'acció poden ser punxants, tallants o tallants i contundents. En el marc de les armes convencionals, les armes blanques contrasten amb les armes de contusió, amb les armes llancívoles i de distància i amb les armes de foc.
Les armes blanques poden ésser:
- Llargues: espasa, sabre (incloent-hi la katana), floret, espasí, alfange, simitarra…
- Curtes: punyal, daga, gumia, baioneta…